# Адміністративний поділ Вануату
В адміністративному відношенні Вануату з 1994 року поділяється на 6 провінцій. Назви провінцій утворені першими складами або буквами входять до складу провінції основних островів.

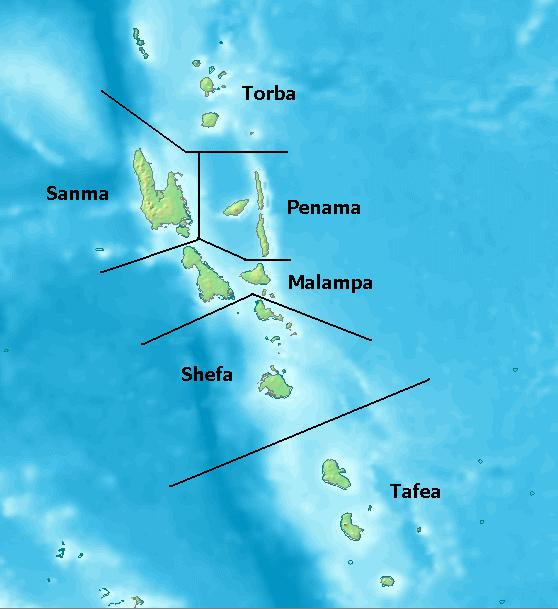

1. Малампа (назва від назв островів Малакула, Амбрим і Паама)
2. Пенама (Пентекост, Оба, Маево)
3. Санма (Санто, Мало)
4. Тафеа (Танна, Аніва, Футуна, Ерроманго, Анейтюм)
5. Торба (острови Торрес, острови Банкс)
6. Шефа (острови Шеперд, Ефате)

| № | Провінція | Назва англійською мовою | Адміністративний центр | Площа, км² | Населення, чол. (2009 рік) | Щільність, чол./км² |
| - | --------- | ----------------------- | ---------------------- | ---------- | -------------------------- | ------------------- |
| 1 | Малампа   | Malampa                 | Лакаторо               | 2 779      | 36 727                     | 13,22               |
| 2 | Пенама    | Pénama                  | Саратамата             | 1 198      | 30 819                     | 25,73               |
| 3 | Санма     | Sanma                   | Луганвіль              | 4 248      | 45 855                     | 10,79               |
| 4 | Тафеа     | Tafea                   | Ісангел                | 1 628      | 32 540                     | 19,99               |
| 5 | Торба     | Torba                   | Сола                   | 882        | 9 359                      | 10,61               |
| 6 | Шефа      | Shéfa                   | Порт-Віла              | 1 455      | 78 723                     | 54,11               |
|   | Всього    |                         |                        | 12 190     | 234 023                    | 19,20               |

З 1985 по 1994 рік країна поділялася на 11 острівних регіонів:
- Амба і Маево (столиця Лонгана)
- Амбрим (столиця Еас)
- Банкс і Торрес (столиця Сола)
- Ефате (столиця Порт-Віла)
- Епі (столиця Рингдав)
- Малекула (столиця Лакаторо)
- Паама (столиця Ліро)
- Пентекост (столиця Лолтонг)
- Санто і Мало (столиця Луганвіль)
- Шеперд (столиця Моруа)
- Тафеа (столиця Ісангел)

В період кондомініума існували 4 адміністративних округи:
1. Південний округ
2. Центральний округ 1
3. Центральний округ 2
4. Північний округ